# Parafia św. Józefa Oblubieńca Najświętszej Maryi Panny w Bierutowie
Parafia św. Józefa Oblubieńca Najświętszej Maryi Panny w Bierutowie znajduje się w dekanacie Oleśnica wschód w archidiecezji wrocławskiej. Obsługiwana przez kapłanów archidiecezjalnych. Erygowana w XIII wieku.

## Proboszczowie parafii[1]
| imię i nazwisko                            | daty urzędowania |
| ------------------------------------------ | ---------------- |
| ks. Adam Reczuch (administrator kościelny) | 1945             |
| ks. Bolesław Leszczyński                   | 1945 – 1949      |
| ks. Marian Kubrycht                        | 1946 – 1948      |
| ks. Roman Gradolewski                      | 1948 – 1949      |
| ks. Eugeniusz Rychwa                       | 1949 – 1953      |
| ks. Kazimierz Zygmunt                      | 1953 – 1957      |
| ks. Edward Skotnicki                       | 1957 -1971       |
| ks. Tadeusz Janicki                        | 1971 – 1978      |
| ks. Jan Gabor                              | 1978 – 1997      |
| ks. dr Michał Machał                       | 1997 – 2001      |
| ks. Zdzisław Pluta                         | 2001             |
| ks. Janusz Prajzner                        | 2001 – 2002      |
| ks. Ryszard Znamirowski                    | 2002 – 2021      |
| ks. dr Bartosz Mitkiewicz                  | od 2022          |

## Misje parafialne[2]
- Misje św. 12–19 marca 1949
- Misje św. 5–14 grudnia 1959
- Misje św. 1–8 grudnia 1968
- Misje św. 18–26 października 1978
- Misja przed rokiem 2000. 3–11 października 1998 (oo. Redemptoryści)
- Misja parafialna 2–9 października 2011 (oo. Oblaci)

## Organizacje działające przy Parafii[3]
- Akcja Katolicka
- Chór Parafialny
- Schole
- Katolickie Stowarzyszenie Młodzieży
- Parafialny Oddział Caritas
- Męska i Żeńska Róża Różańcowa
- Wspólnota Krwi Chrystusa

## Organiści Parafialni
| imię i nazwisko     | lata sprawowania funkcji |
| ------------------- | ------------------------ |
| Czesław Szemet      | 1945-1959                |
| Michał Kubla        | ?                        |
| Stanisław Oleniecki | 1961-1978                |
| Jan Szewczyk        | 1978 - 1979              |
| Romuald Trzebniak   | 1979 - 1983              |
| Kazimierz Oleniecki | 1983 - 1986              |
| Andrzej Wojtkowiak  | 1986 - 1992              |
| Grzegorz Michalak   | 1992 - 2003              |
| Adrianna Kłosowska  | 2003 - 2022              |
| Kacper Góra         | 2022 - 2025              |

## Kościoły i kaplice[4]
Parafia posiada najwięcej kościołów i kaplic, spośród wszystkich parafii Archidiecezji Wrocławskiej.
- Kościół parafialny św. Józefa Oblubieńca Najświętszej Maryi Panny w Bierutowie,
- Kościół św. Katarzyny Aleksandryjskiej w Bierutowie,
- Kościół Bożego Ciała w Posadowicach,
- Kościół Wniebowzięcia NMP w Solnikach Małych,
- Kościół św. Maksymiliana Kolbe w Młokiciu,
- Kaplica Aniołów Stróżów w Paczkowie,
- Kościół Nawiedzenia Najświętszej Maryi Panny w Wojciechowie (do 1957).

## Galeria

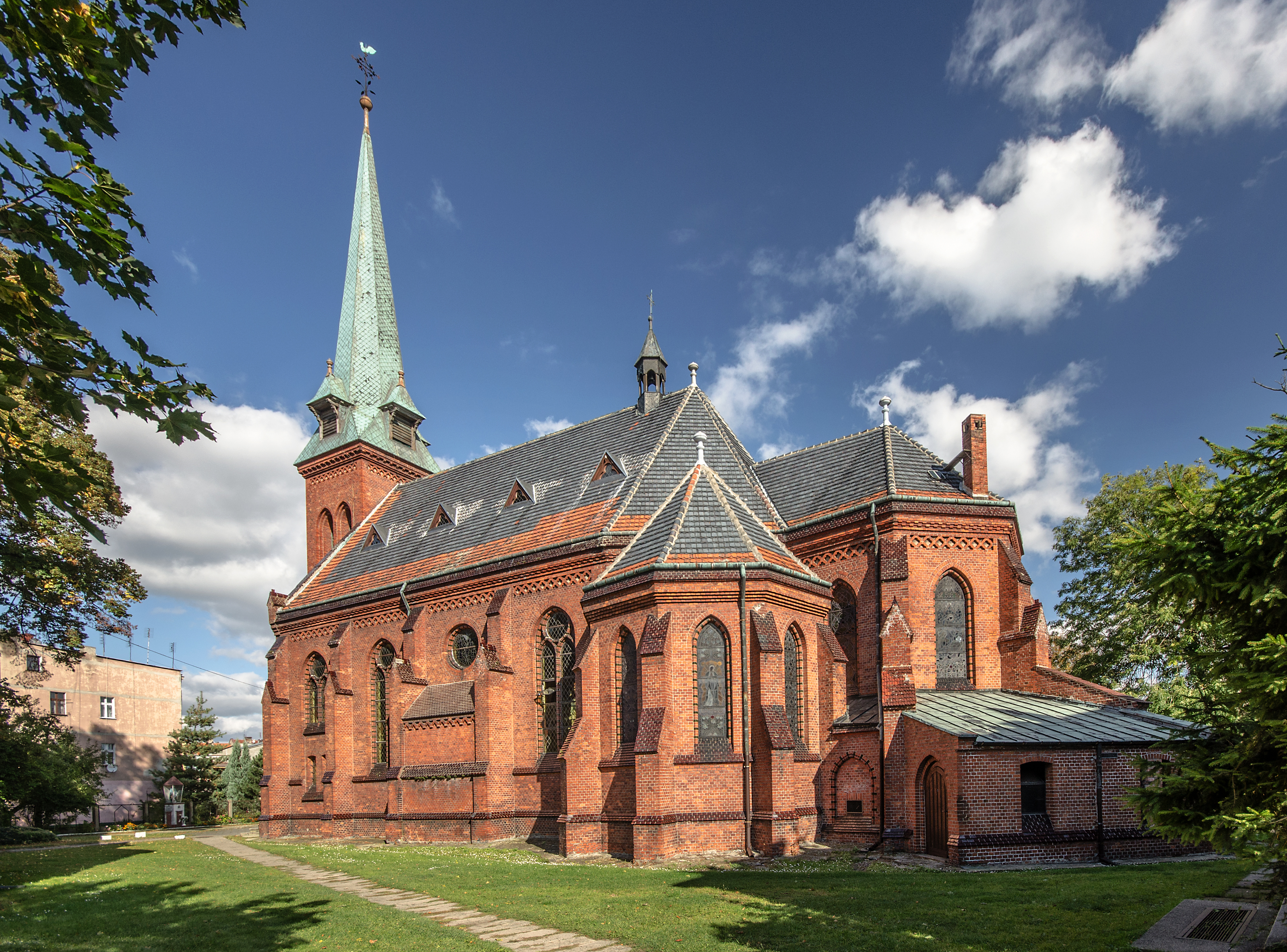
Kościół parafialny pw. św. Józefa Oblubieńca NMP
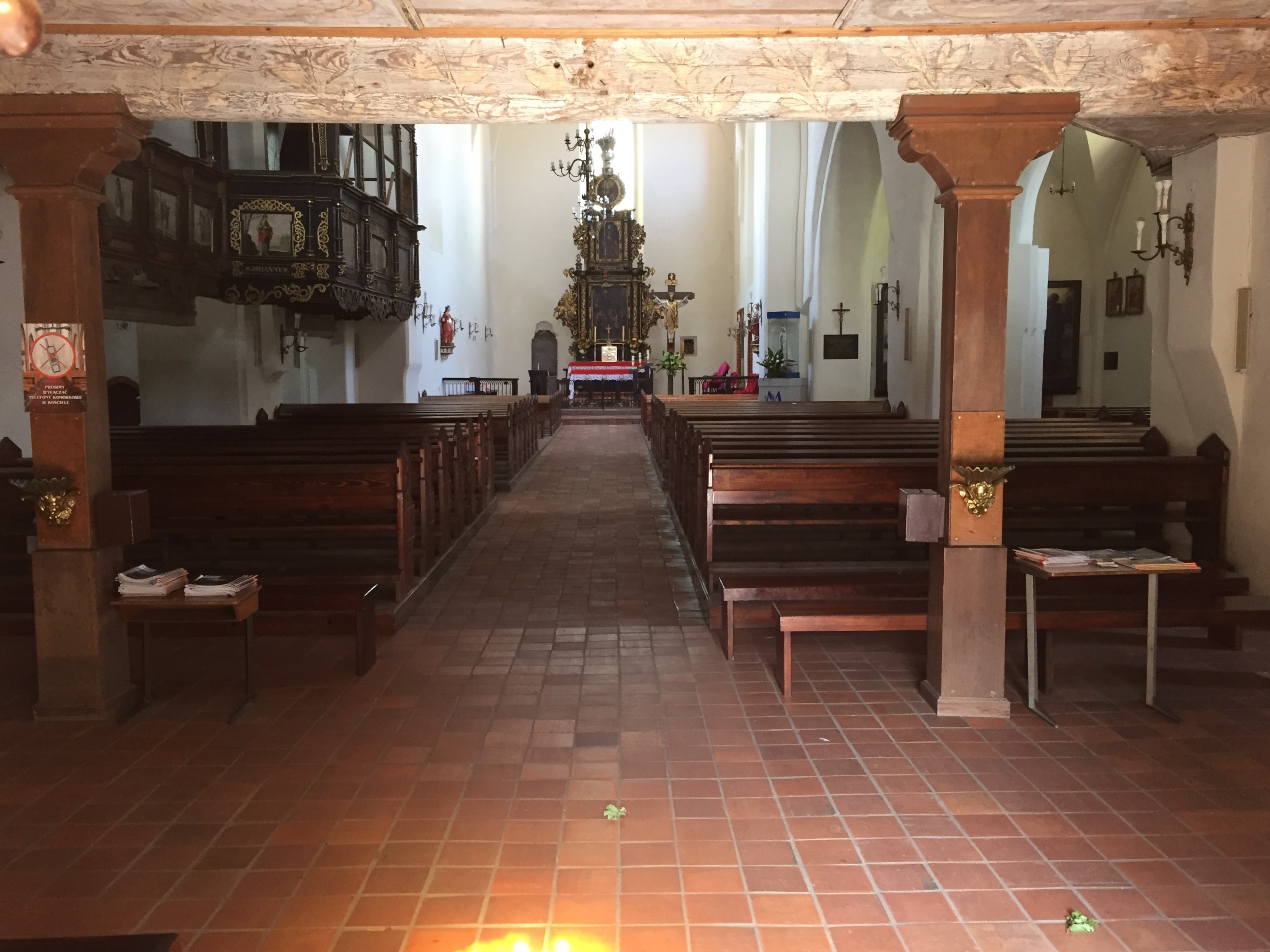
Wnętrze kościoła św. Katarzyny Aleksanryjskiej w Bierutowie
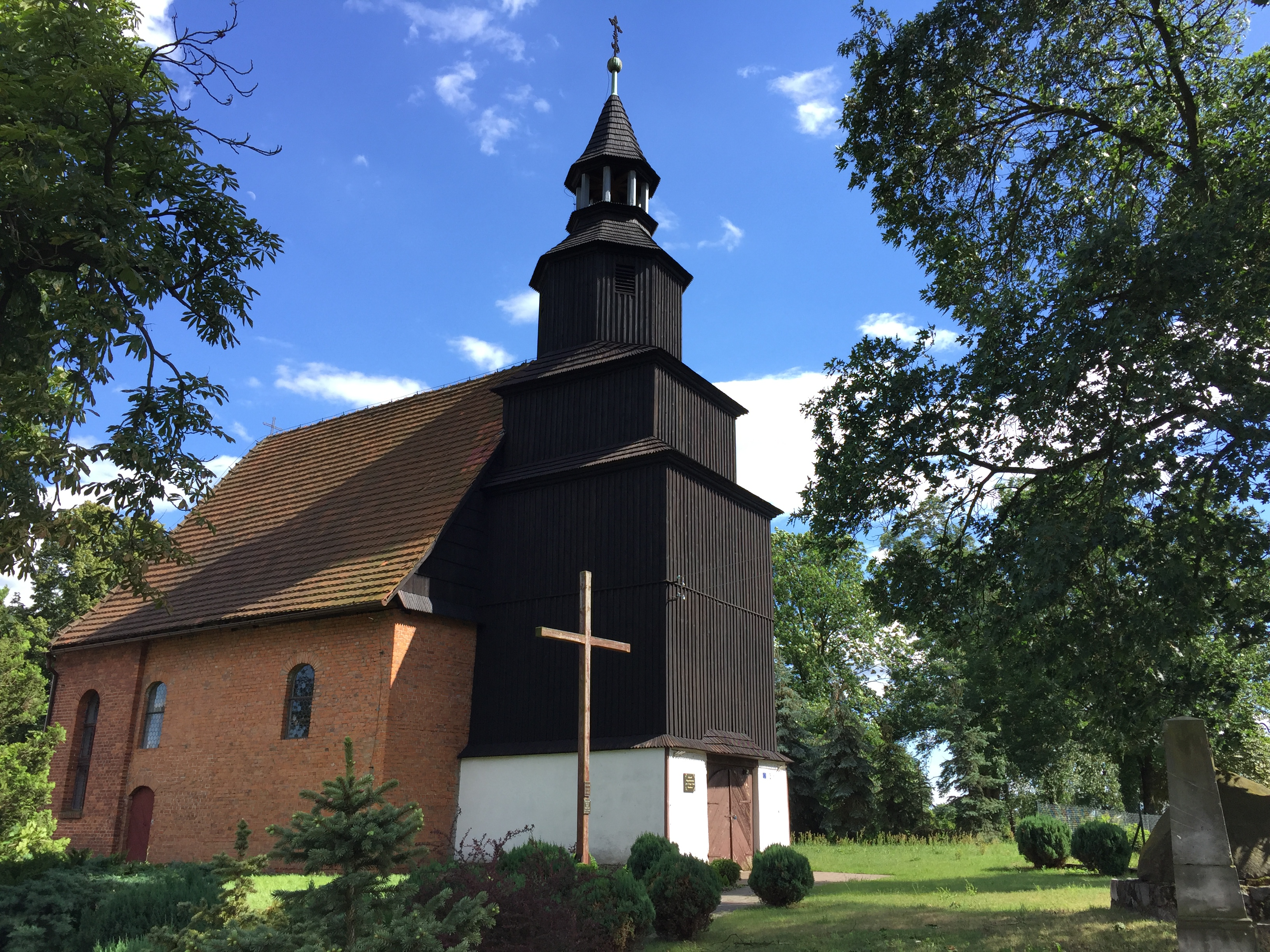
Kościół filialny w Posadowicach
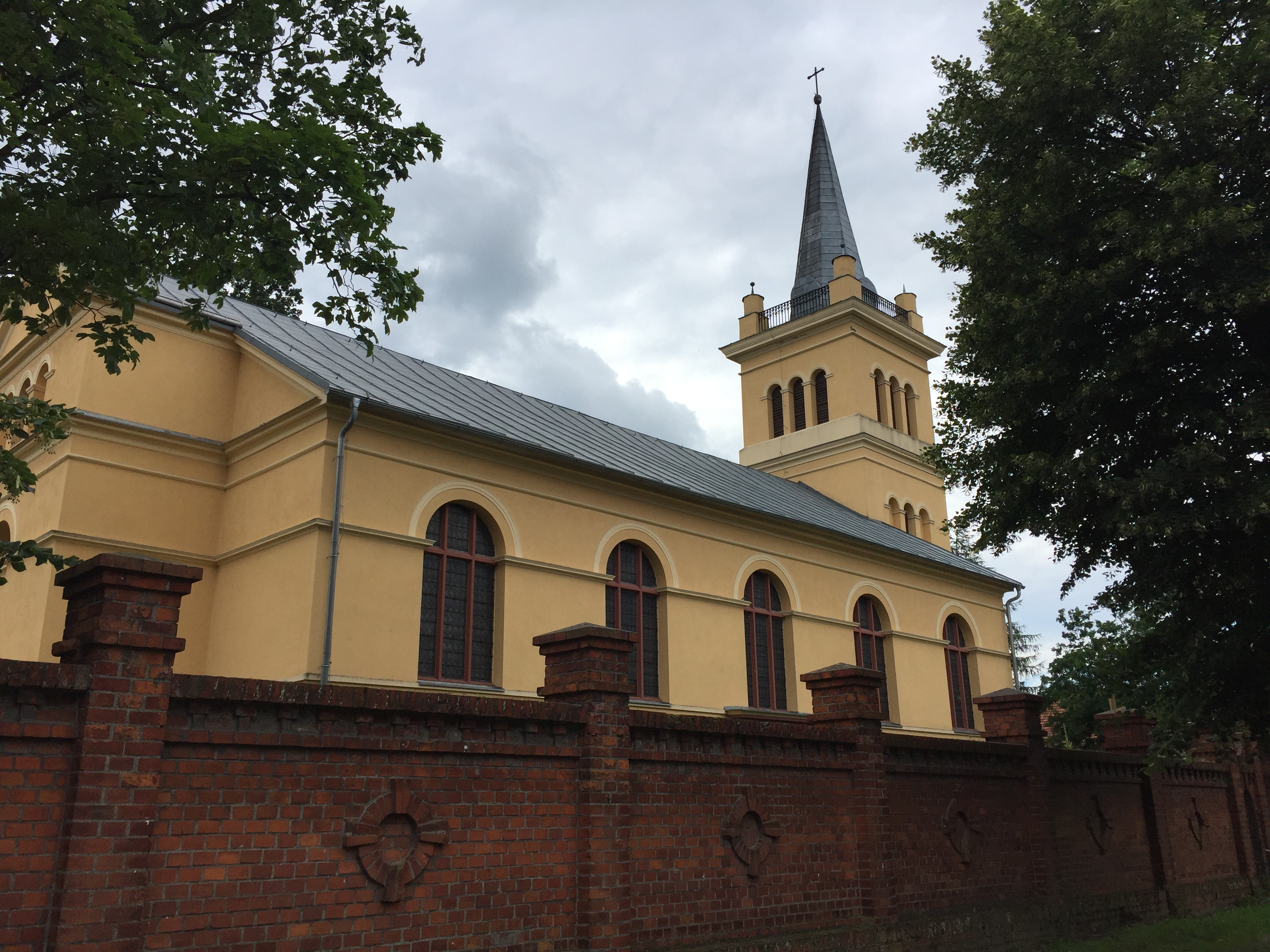
Kościół filialny w Solnikach Małych